# 佳能 EF 1200mm 鏡頭
佳能 EF 1200mm 鏡頭是由佳能公司生產的定焦鏡頭系列，目前僅有下列一種型號，标有“USM”的镜头表示含有超声波马达。為佳能L鏡頭之一。
- EF 1200mm f/5.6L USM

此鏡頭重達16公斤，內含10組13片鏡片（包括2片螢石鏡片），由於價格極為昂貴（報價近1000萬日元），原廠採先接單後生產的方式交貨。
當1200mm鏡頭用於佳能數碼EOS系列的APS-C幅面機身（如佳能 EOS 550D）時，1200mm的視角會變窄，其等效於全幅機身上的1920mm視角（乘以系數1.6）。當用於APS-H幅面機身（如佳能 EOS-1D Mark IV）時，其等效於全幅機身的1560mm視角（乘以系數1.3）。

## 外部連結
- Canon Europe - EF 1200mm f/5.6L USM